# أسطول غواصات يو الثامن
أسطول غواصات يو الثامن ( الألمانية 8. Unterseebootsflottille ) تشكل في يونيو 1941 في كونيغسبرغ تحت قيادة كابيتينلويتننت Georg-Wilhelm Schulz، الذي تولى أيضًا في هذا الوقت قيادة أسطول غواصات يو السادس في غدانسك. كانت في الأساس أسطول تدريب ولكن في الأشهر الأخيرة من الحرب شاركت بعض غواصات الأسطول في قتال ضد القوات البحرية السوفيتية في بحر البلطيق. تم حل الأسطول في يناير 1945. 

## القادة
| المدة الزمنية            | القائد                                  |
| ------------------------ | --------------------------------------- |
| أكتوبر 1941 – يناير 1942 | كابيتينلويتننت جورج فيلهلم شولز         |
| يناير 1942 – يناير 1943  | كورفيتنكابيتان هانز إكرمان              |
| يناير 1943 – مارس 1943   | Kapitän zur See Bruno Mahn (في المندوب) |
| يناير 1943 – أبريل 1944  | كورفيتنكابيتان Werner von Schmidt       |
| مايو 1944 – يناير 1945   | فريجاتنكابيتان Hans Pauckstadt          |